# Meri Genetz

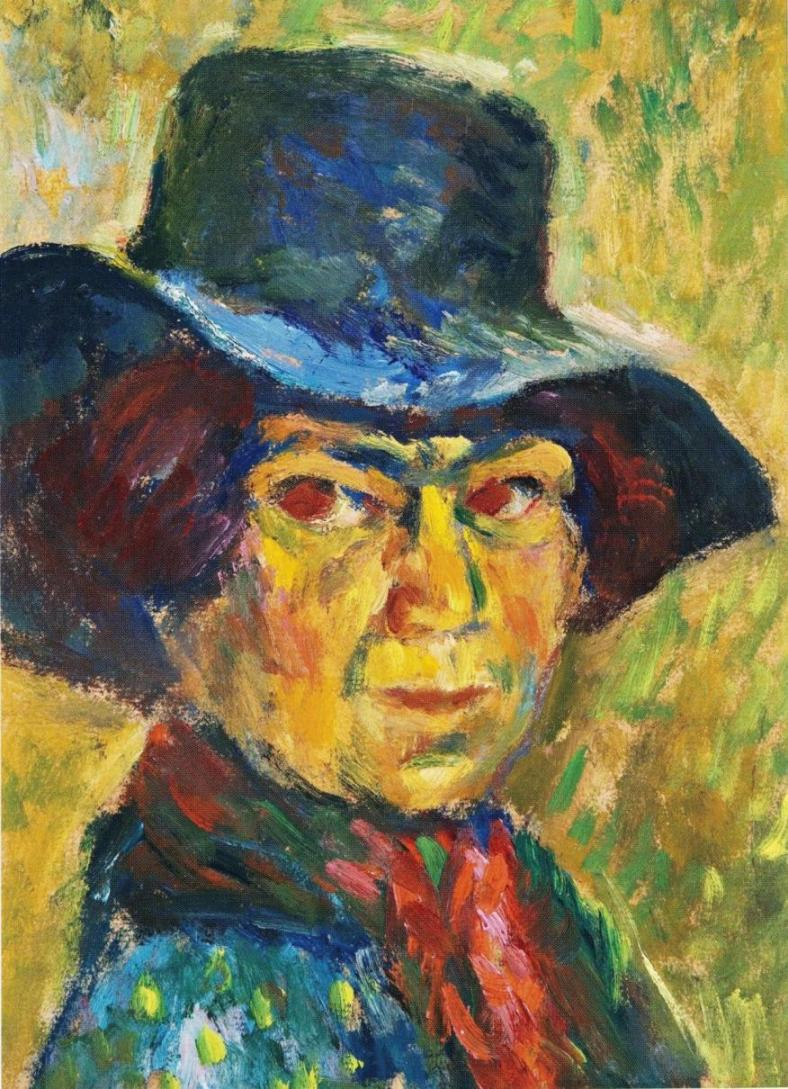
Meri Genetz själporträtt.

Meri Genetz, född 10 november 1885 i Fredrikshamn, död 3 april 1943 i Helsingfors, var en finländsk konstnär. 
Genetz genomgick Finska konstföreningens ritskola 1902–1904 och arbetade i universitetets ritsal under Albert Gebhards och Eero Järnefelts ledning 1902–1905 samt idkade fortsatta studier bland annat i Dresden. Hon ställde ut första gången 1919. Hon verkade även som illustratör, översättare och diktare. År 1920 reste hon till Cagnes-sur-Mer där hon målade under Uuno Alankos ledning. Hon ställde ut ett trettiotal färgmättade oljemålningar från sin vistelse i södra Frankrike i Gösta Stenmans konstsalong 1921. Därefter vistades hon i Paris, målade småstadsidyller, gatukaféer och strandliv. I stillebenmåleriet och i synnerhet i blomstermotiven fann hon sin starkaste sida. I Paris gifte sig hon på 1920-talet med målaren Carl Wargh och konstnärsparet reste runt i Europa. Den originella och temperamentsfulla Genetz fick i allmänhet god kritik för sina glödande färger, sin kraftiga penselföring och fina smak. Efter hennes död i samband med ett bombanfall över Helsingfors ordnades en minnesutställning över hennes konst. 